# Фигероа, Роберто
Робе́рто Фигеро́а (исп. Roberto Figueroa; 20 марта 1906 или 20 марта 1904, Монтевидео — 24 января 1989, Монтевидео) — уругвайский футболист, игравший на позиции нападающего. Всю карьеру провёл в составе одного клуба — «Монтевидео Уондерерс». Олимпийский чемпион 1928 года в составе сборной Уругвая. Лучший бомбардир чемпионата Южной Америки 1927 года.

## Биография
Роберто Фигероа стал играть в футбол с 13 лет в молодёжных командах Монтевидео. В 1921 году дебютировал в основном составе клуба «Уругвай Онуорд». Футболист был среднего роста, физически мощный, быстрый, с поставленным сильным ударом. Фигероа заинтересовались ведущие клубы страны и в 1923 году он стал игроком «Уондерерс». В первом же сезоне он помог «богемцам» стать чемпионом Уругвая в диссидентской лиге Федерации футбола Уругвая. Связка в нападении с Рене Борхасом была одной из сильнейших в стране. В 1924 году Фигероа перешёл в «Насьональ», доминировавший в лиге Ассоциации футбола Уругвая, и во второй раз стал чемпионом страны — на сей раз по версии АУФ. Также в том году Фигероа стал обладателем Кубка Ньютона, забив победный гол в ворота сборной Аргентины.
Когда первенство АУФ 1924 завершилось, Фигероа вернулся в «Уондерерс», но превзойти «Пеньяроль» в чемпионате ФУФ «странникам» не удалось. В 1931 году Роберто помог «Уондерерс» стать последними чемпионами любительской эпохи уругвайского футбола.
В 1927 году Фигероа в составе сборной занял второе место на чемпионате Южной Америки. Он оформил хет-трик в игре против сборной Боливии, что позволило войти Фигероа в число лучших бомбардиров турнира, также забивших по 3 мяча. Однако по некоторым данным, Фигероа забил на том турнире не три, а четыре гола — в первой игре против Перу (4:0) один из голов традиционно считается автоголом перуанцев.
На Олимпиаде в Амстердаме Фигероа сыграл только в одном матче, зато это был повторный финальный матч против сборной Аргентины. Фигероа оправдал доверие Примо Джанотти и на 17-й минуте встречи забил первый гол в игре. После того, как аргентинцы счёт сравняли, решающий гол забил на 73-й минуте Эктор Скароне, и в этой решающей атаке также участвовал Роберто Фигероа.
Всего в сборной Уругвая Роберто Фигероа сыграл с 1921 по 1933 год 9 матчей и забил 5 голов. Также он провёл 7 матчей в сборной ФУФ и отметился четырьмя забитыми голами.

## Титулы
- Олимпийский чемпион: 1928
- Чемпион Уругвая (3): 1923 (ФУФ), 1924, 1931
- Обладатель Кубка Ньютона: 1924